# Гьєрджі Музака
Гєргі Музака (алб. Gjergji Muzaka, нар. 26 вересня 1984, Тирана, Албанія) — албанський футболіст, півзахисник клубу «Скендербеу». Виступав за національну збірну Албанії.
Чотириразовий чемпіон Албанії. Володар кубка Албанії. Дворазовий володар Суперкубка Албанії.

## Клубна кар'єра
Вихованець юнацьких команд футбольних клубів «Партизані» та «Парі Сен-Жермен».
У дорослому футболі дебютував 2001 року виступами за команду клубу «Партизані», в якій провів три сезони, взявши участь у 59 матчах чемпіонату. За цей час виборов титул володаря кубка Албанії.
Протягом 2004 року захищав кольори команди клубу «Іракліс».
Своєю грою за останню команду знову привернув увагу представників тренерського штабу клубу «Партизані», до складу якого повернувся 2004 року. Цього разу відіграв за команду з Тирани наступні чотири сезони своєї ігрової кар'єри. Більшість часу, проведеного у складі «Партизані», був основним гравцем команди.
Згодом з 2008 по 2017 рік грав у складі команд клубів «Тирана», «Динамо» (Тирана), «Скендербеу» та «Фламуртарі». Протягом цих років додав до переліку своїх трофеїв титул чемпіона Албанії, ставав володарем Суперкубка Албанії.
До складу клубу «Скендербеу» приєднався 2017 року.

## Виступи за збірні
2002 року дебютував у складі юнацької збірної Албанії, взяв участь у трьох іграх на юнацькому рівні, відзначившись одним забитим голом.
Протягом 2004—2006 років залучався до складу молодіжної збірної Албанії. На молодіжному рівні зіграв у 13 офіційних матчах, забив 2 голи.
2008 року дебютував в офіційних матчах у складі національної збірної Албанії.
| Дата       | Місто        | Господарі            | Результат | Гості                | Турнір            | Голи | Примітки |
| ---------- | ------------ | -------------------- | --------- | -------------------- | ----------------- | ---- | -------- |
| 19-11-2008 | Баку         | Азербайджан          | 1 – 1     | Албанія              | товариський матч  | -    | 93'      |
| 10-6-2009  | Тирана       | Албанія              | 1 – 1     | Грузія               | товариський матч  | -    | 46'      |
| 14-11-2009 | Таллінн      | Естонія              | 0 – 0     | Албанія              | товариський матч  | -    | 75'      |
| 25-5-2010  | Подгориця    | Чорногорія           | 0 – 1     | Албанія              | товариський матч  | -    | 63'      |
| 2-6-2010   | Тирана       | Албанія              | 1 – 0     | Андорра              | товариський матч  | -    | 78'      |
| 11-8-2010  | Дуррес       | Албанія              | 1 – 0     | Узбекистан           | товариський матч  | -    | 66'      |
| 3-9-2010   | П'ятра-Нямц  | Румунія              | 1 – 1     | Албанія              | Відбір до ЧЄ 2012 | 1    | 81'      |
| 7-9-2010   | Тирана       | Албанія              | 1 – 0     | Люксембург           | Відбір до ЧЄ 2012 | -    | 80'      |
| 8-10-2010  | Тирана       | Албанія              | 1 – 1     | Боснія і Герцеговина | Відбір до ЧЄ 2012 | -    | 65'      |
| 12-10-2010 | Мінськ       | Білорусь             | 2 – 0     | Албанія              | Відбір до ЧЄ 2012 | -    | 59'      |
| 17-11-2010 | Корча        | Албанія              | 0 – 0     | Північна Македонія   | товариський матч  | -    | 57'      |
| 9-2-2011   | Тирана       | Албанія              | 1 – 2     | Словенія             | товариський матч  | -    | 56'      |
| 26-3-2011  | Тирана       | Албанія              | 1 – 0     | Білорусь             | Відбір до ЧЄ 2012 | -    | 93'      |
| 7-6-2011   | Зениця       | Боснія і Герцеговина | 2 – 0     | Албанія              | Відбір до ЧЄ 2012 | -    | 73'      |
| 20-6-2011  | Буенос-Айрес | Аргентина            | 4 – 0     | Албанія              | товариський матч  | -    |          |
| 10-8-2011  | Шкодер       | Албанія              | 3 – 2     | Чорногорія           | товариський матч  | -    | 54'      |
| 6-9-2011   | Люксембург   | Люксембург           | 2 – 1     | Албанія              | Відбір до ЧЄ 2012 | -    | 46'      |
| 7-10-2011  | Сен-Дені     | Франція              | 3 – 0     | Албанія              | Відбір до ЧЄ 2012 | -    | 74'      |
| 11-10-2011 | Тирана       | Албанія              | 1 – 1     | Румунія              | Відбір до ЧЄ 2012 | -    | 77'      |
| 11-11-2011 | Тирана       | Албанія              | 0 – 1     | Азербайджан          | товариський матч  | -    | 78'      |
| 15-11-2011 | Прілеп       | Північна Македонія   | 0 – 0     | Албанія              | товариський матч  | -    | 46'      |
| 29-2-2012  | Тбілісі      | Грузія               | 2 – 1     | Албанія              | товариський матч  | -    | 89'      |
| 6-2-2013   | Тирана       | Албанія              | 1 – 2     | Грузія               | товариський матч  | -    | 89'      |
| Усього     |              | Матчів               | 23        |                      | Голів             | 1    |          |

## Досягнення
- Чемпіон Албанії (5):

«Тирана»: 2008-09
«Скендербеу»: 2010-11, 2011-12, 2013-14, 2017-18
- Володар Кубка Албанії (2):

«Партизані»: 2003-04
«Скендербеу»: 2017-18
- Володар Суперкубка Албанії (3):

«Тирана»: 2009
«Скендербеу»: 2013, 2018